# Benjamín Rojas
Benjamín Rojas Pessi (La Plata, provincia de Buenos Aires; 16 de abril de 1985) es un actor, cantante y músico argentino. Se dio a conocer gracias a las telenovelas de Cris Morena, Chiquititas donde interpretó a Bautista Arce, y Rebelde Way, donde interpretó a Pablo Bustamante, papel con el que obtuvo el estrellato. Luego formó parte de otras tiras de la factoría Cris Morena como Floricienta, Alma pirata y Jake & Blake. También actuó en las películas derivadas Chiquititas, rincón de luz y Erreway: 4 caminos. Formó parte de la banda de pop rock Erreway junto a sus compañeros de elenco Camila Bordonaba, Felipe Colombo y Luisana Lopilato, antes de iniciar un camino como solista.

## Carrera como actor
Benjamín Rojas Pessi nació el 16 de abril de 1985 en La Plata. Su padre es Juan Carlos Rojas y su madre Rosalinda Pessi, tiene ascendencia española e italiana. Comenzó su carrera profesional como actor en 1998, cuando fue elegido para el papel de Yago en la producción de Cris Morena, Chiquititas. En 1999, por su quinta temporada, Chiquititas consiguió un cambio de imagen y se renovó completamente la historia. Rojas continuó en el programa pero interpretando a un personaje nuevo, Bautista Arce. Repitió el papel en el largometraje Chiquititas: Rincón de luz, de 2001.
En 2002, renovó su contrato con Cris Morena Group y fue elegido para el papel de Pablo Bustamante en la serie de televisión Rebelde Way, actuando junto a los ex-Chiquititas, Camila Bordonaba, Felipe Colombo y Luisana Lopilato.
En 2004 los cuatro protagonistas de la telenovela participaron en la película Erreway: 4 caminos, grabada en su mayor parte en el noroeste argentino. La misma fue estrenada en Argentina y luego en otros países de Latinoamérica.
En 2004 se unió al reparto de la tira infantil Floricienta, encabezada por Florencia Bertotti, Juan Gil Navarro y Fabio Di Tomaso. En la misma, interpretó a Franco Fritzenwalden durante sus dos temporadas. También actuó en la versión teatral de la serie en el Teatro Gran Rex.
En 2006 interpretó a Cruz Navarro en la telenovela Alma pirata.
Entre 2007 y 2009 actuó en el cine en Kluge, La leyenda y Horizontal Vertical.
En 2009 volvió a la televisión participando en algunos episodios de la telenovela Casi ángeles. Ese mismo año, protagonizó la serie de Disney Channel y Cris Morena Group, Jake & Blake, interpretando a Jake y a Blake durante dos temporadas.
En 2011, protagonizó la serie web Atrapados, interpretando a Gonzalo. La serie contaba con ochenta capítulos de dos minutos de duración cada uno.
También en 2011 personificó el papel de Juanse en la tira Cuando me sonreís.
En 2012 protagonizó la obra Huicio Husto, la misma fue dirigida por Graciela Stéfani y Gerardo Chendo. También filmó La noche del chihuahua, film de Guillermo Grillo, ganadora del premio a la "Mejor película" en el Festival de Cine Inusual y a la "Mejor comedia" por voto del público, en el Festival de Cine de Carlos Paz.
En 2013 realizó una participación especial de cincuenta capítulos en Solamente vos en el papel de Federico. Además actuó en la tercera temporada de la serie Lynch, como Hacker.
Desde fines de 2013 y durante 2014 actuó en la ficción de Pol-Ka Mis amigos de siempre, interpretando a Maxi. En teatro protagonizó junto a Karina K y Antonio Grimau la obra musical Al final del Arco Iris.
Junto a su amigo y compañero Felipe Colombo, concursaron como dúo en el talent show de imitación Tu cara me suena 3 conducido por Marley, donde obtuvieron el segundo puesto tras cinco meses de competencia.
En 2016, Benjamín Rojas formó parte del elenco de la comedia musical El otro lado de la cama, escrita por David Serrano y dirigida por Manuel González Gil. La obra se estrenó en el Teatro Apolo de Buenos Aires y fue producida por Javier Faroni. Compartió escenario con Nicolás Vázquez, Gimena Accardi, Sofía Pachano, Sofía González Gil y Francisco Ruiz Barlett. La puesta en escena incorporó canciones emblemáticas del rock nacional argentino de las décadas de 1980 y 1990, que acompañaban la historia de enredos amorosos entre dos parejas. La obra fue bien recibida por el público y la crítica, destacando su humor y la química entre los actores.
En 2019, protagonizó la comedia teatral Una semana nada más junto a Nicolás Vázquez y Flor Vigna. La obra, escrita por Clément Michel, fue dirigida por Mariano Demaría y se presentó en el Teatro El Nacional de Buenos Aires, donde logró un notable éxito de taquilla. La trama gira en torno a una pareja con problemas de convivencia que decide invitar al mejor amigo de él a vivir con ellos durante una semana, desatando situaciones cómicas. La crítica destacó la química entre los actores y el humor efectivo de la puesta en escena.
En septiembre de 2019, el elenco llevó la obra a Uruguay, realizando nueve funciones en el Teatro Metro de Montevideo, todas con localidades agotadas, lo que reafirmó su éxito en la región.
En 2024, protagonizó la obra Escape Room en el Teatro Multitabarís Comafi de Buenos Aires. La comedia, escrita por Joel Joan y Héctor Claramunt, fue dirigida y adaptada por Nelson Valente. El elenco estuvo compuesto por Rojas, Brenda Gandini, Sofía Morandi y Gonzalo Suárez. La obra, que se desarrolla en un escape room ambientado en un laboratorio nazi en San Telmo, aborda temáticas contemporáneas como la intolerancia y la polarización social, y fue bien recibida por la crítica especializada.
En 2025, participó en la película Mazel Tov, dirigida por Adrián Suar y escrita por Pablo Solarz. En esta comedia familiar comparte elenco con Adrián Suar, Fernán Mirás, Natalie Pérez, Rodolfo Ranni y Aarón Palomino. Rojas encarnó a Guido Roitman, el menor de cuatro hermanos que se reúnen tras la muerte de su padre. La película, que explora los vínculos familiares y las tensiones intergeneracionales en el contexto de una familia judía, se estrenó el 17 de abril de 2025 en cines de Argentina y fue bien recibida por la crítica.
Su versatilidad y continuidad en distintos formatos lo mantienen como una figura vigente en la escena actoral argentina.

## Carrera musical
Benjamín Rojas fue uno de los miembros fundadores de la banda pop rock Erreway, surgida en 2002 como parte de la telenovela juvenil Rebelde Way creada por Cris Morena. La agrupación estuvo compuesta originalmente por Camila Bordonaba, Felipe Colombo, Luisana Lopilato y el propio Rojas, quienes protagonizaban la serie. 
El grupo debutó con el álbum Señales (2002), seguido por Tiempo (2003) y Memoria (2004), todos bajo el sello Sony Music. La banda también protagonizó la película Erreway: 4 caminos (2004), que sirvió como cierre de la etapa inicial del grupo. 
En 2003 la banda realizó una gira por varios países de América y Europa.
La banda se separó a fines de 2004. En 2006, Erreway se reagrupó como trío, sin Lopilato, y realizó una gira por España, donde contaban con una sólida base de seguidores. 
En 2007 la banda realizó un concierto en Valencia por el Sunny Happy Day y recibió el disco de platino por las 80.000 copias vendidas de su álbum "Erreway", que solo fue editado en España.[cita requerida]
Rojas también formó parte de las bandas sonoras de ficciones que protagonizó, entre ellas: Floricienta, Alma Pirata y Jake & Blake.
En 2013 formó parte de la banda de rock Roco junto a Felipe Colombo y Willie Lorenzo.“Pasarán Años”, su primer corte, fue lanzado el 3 de mayo de 2013 bajo la producción de 3música.
Después de que la banda Roco se separase en 2015, decidió seguir su carrera musical en solitario y sacar su propio disco el cual lanzó en junio de 2017 a través de plataformas digitales, el mismo se tituló "Polarizado". El disco, compuesto por canciones de su autoría, explora sonidos del pop-rock melódico y fue bien recibido por sus seguidores. Rojas presentó el álbum en diversos escenarios de Argentina, destacándose por su faceta como compositor e intérprete.
En 2025, Rojas retomó su actividad musical con la reunión de Erreway, junto a Felipe Colombo y Camila Bordonaba, en la gira internacional Juntos Otra Vez Tour. La gira marcó el regreso del grupo a los escenarios después de casi dos décadas, interpretando sus éxitos más recordados y canciones del álbum inédito Vuelvo (2021), que nunca habían sido presentadas en vivo. La gira comenzó el 28 de marzo de 2025 en Santiago, Chile, y contempla presentaciones en países como Uruguay, Ecuador, Perú, Italia, España y Grecia. En Argentina, se anunciaron seis funciones en el Movistar Arena de Buenos Aires, todas con entradas agotadas. La gira no cuenta con la participación de Luisana Lopilato, quien se ausentó por compromisos laborales.

## Vida personal
Desde 2011 se encuentra en pareja con la exproductora y pastelera Martina Sánchez Acosta, con quien en 2018 tuvo una hija, RitaRojas.

## Cine
| Año  | Título                           | Personaje        | Director                           |
| ---- | -------------------------------- | ---------------- | ---------------------------------- |
| 2001 | Chiquititas, rincón de luz       | Bautista Arce    | José Luis Massa                    |
| 2004 | Erreway: 4 caminos               | Pablo Bustamante | Ezequiel Crupnicoff                |
| 2007 | Kluge                            | Lautaro          | Luis Barone                        |
| 2008 | La leyenda                       | Lucas Vallejos   | Sebastián Pivotto                  |
| 2009 | Horizontal vertical              | Juan             | Nicolás Tuozzo                     |
| 2011 | El abismo, todavía estamos       | Mateo            | Gustavo Adrián Garzón              |
| 2013 | La noche del Chihuahua           | Juan             | Guillermo Grillo                   |
| 2016 | En busca del muñeco perdido      |                  | Facundo Baigorri y Hernán Biasotti |
| 2017 | Ojalá vivas tiempos interesantes | Galán            | Santiago Van Dam                   |
| 2018 | Eso que nos enamora              | Ariel            | Federico Mordkowicz                |
| 2025 | Mazel Tov                        | Guido Roitman    | Adrián Suar                        |

## Televisión
| Año        | Título                         | Personaje                   | Canal              | Notas                                              |
| ---------- | ------------------------------ | --------------------------- | ------------------ | -------------------------------------------------- |
| 1998–2001  | Chiquititas                    | Yago Finosi                 | Telefe             |                                                    |
| 1998–2001  | Chiquititas                    | Bautista Arce               | Telefe             |                                                    |
| 2002–2003  | Rebelde Way                    | Pablo Bustamante            | Canal 9/América TV |                                                    |
| 2004–2005  | Floricienta                    | Franco Fritzenwalden        | Canal 13           |                                                    |
| 2006       | Alma pirata                    | Cruz Navarro                | Telefe             |                                                    |
| 2007, 2009 | Casi ángeles                   | Él mismo / Cacho            | Telefe             |                                                    |
| 2009-2010  | Jake & Blake                   | Jake Valley y Blake Hill    | Disney Channel     |                                                    |
| 2011       | Atrapados                      | Gonzalo                     | Yups Channel       |                                                    |
| 2011       | Cuando me sonreís              | Juan Segundo "Juanse" Murfi | Telefe             |                                                    |
| 2012-2013  | Lynch                          | Hacker                      | Moviecity          |                                                    |
| 2013       | Solamente vos                  | Federico                    | Canal 13           |                                                    |
| 2013-2014  | Mis amigos de siempre          | Maximiliano "Maxi" Barraco  | Canal 13           |                                                    |
| 2015       | Tu cara me suena               | —                           | Telefe             | Participante; Subcampeón                           |
| 2018       | Rizhoma Hotel                  | Lalo                        | Telefe             | Episodios: «Te gusta» y «Marca personal»           |
| 2018-2019  | Mi hermano es un clon          | Ignacio "Nacho" Carmona     | El Trece           |                                                    |
| 2022       | Dos 20                         | Pedro                       | TV Pública         | Episodio: «La astucia suficiente»                  |
| 2022       | El fin del amor                | Leo                         | Prime Video        | Episodio: «Tres hermanas»                          |
| 2024       | Margarita                      | Franco Fritzenwalden        | Max                | Episodios: «Otra princesa en el Palacio», «Yuyito» |
| 2025       | Viudas negras, p*tas y chorras | Juan Cruz                   | Flow               | Episodio: «El reencuentro»                         |

## Teatro
| Año           | Título                   | Personaje            | Teatro                            |
| ------------- | ------------------------ | -------------------- | --------------------------------- |
| 1998 - 2001   | Chiquititas              | Yago / Bautista Arce | Teatro Gran Rex                   |
| 2002          | Rebelde Way              | Pablo Bustamante     | Teatro Gran Rex                   |
| 2003 - 2004   | Erreway                  | Él mismo             | Teatro Gran Rex                   |
| 2004 - 2005   | Floricienta              | Franco Fritzenwalden | Teatro Gran Rex                   |
| 2012          | Juicio justo             | Juez                 | Teatro La Clac                    |
| 2014          | Al final del arco iris   | Anthony              | Apolo                             |
| 2015 - 2017   | El otro lado de la cama  | Pedro                | Apolo                             |
| 2018          | Se alquila!              | Él mismo             | Teatro Municipal                  |
| 2019 - 2021   | Una semana nada más      | Martín               | Teatro El Nacional / Teatro Ópera |
| 2024-presente | Escape Room              | Edu                  | Multiteatro                       |
| 2025          | Erreway: Juntos otra vez | Él mismo             | Movistar Arena                    |

## Discografía
| Año  | Álbum                      |
| ---- | -------------------------- |
| 1998 | Chiquititas volumen 4      |
| 1999 | Chiquititas volumen 5      |
| 2000 | Chiquititas volumen 6      |
| 2001 | Chiquititas volumen 7      |
| 2001 | Chiquititas: Rincón de Luz |
| 2002 | Señales                    |
| 2003 | Tiempo                     |
| 2004 | Memoria                    |
| 2004 | Floricienta y su banda     |
| 2005 | Floricienta 2              |
| 2006 | Alma Pirata                |
| 2006 | El disco de Rebelde Way    |
| 2006 | Erreway en Concierto       |
| 2007 | Erreway Box Set Collection |
| 2010 | Jake & Blake               |
| 2017 | Polarizado (solista)       |

## Premios y nominaciones
| Año  | Premio                       | Categoría                 | Trabajo nominado        | Resultado |
| ---- | ---------------------------- | ------------------------- | ----------------------- | --------- |
| 2013 | Kids Choice Awards Argentina | Actor de reparto favorito | Solamente vos           | Nominado  |
| 2017 | Estrella de Mar              | Actor de reparto          | El otro lado de la cama | Ganador   |